# Нинаја
Нинаја је динарска планина у југозападној Србији, источно од Сјенице и северозападно од Тутина. Простире се на ширим обронцима Пештерске висоравни, на њеној северозападној страни, између Голије са Јанковим каменом, Пештера и Жилиндара. До ње се може доћи од манастира Сопоћани и истоименог мотела, недалеко од Новог Пазара и Сјенице. Највиши врх планине је Хомар, односно на њему кота Сухи крш, висока 1 462 m, други по висини је Жабрен (1 416 m), а трећи Влашки врх (1 358 m).
Не постоје поуздани подаци о пореклу топонима Нинаја. Неки име планине доводе у везу са именом Нина Белова, великог војсковође, митског оснивача Асирског царства, за кога се верује да потиче из времена око 2000 година пре Христа, а у народном предању живи као бог Бак, господар лова. Сматра се првим званичним освајачем целокупног, до тада познатог, света. 
У оквиру Нинаје, као једне планине, издвајају се појмови Хомар, Велика Нинаја, Мала Нинаја, Пружанска Нинаја итд. Шире подручје највишег врха носи назив Хомар и практично је одвојена планина.